# Diana Maddock, Baroness Maddock

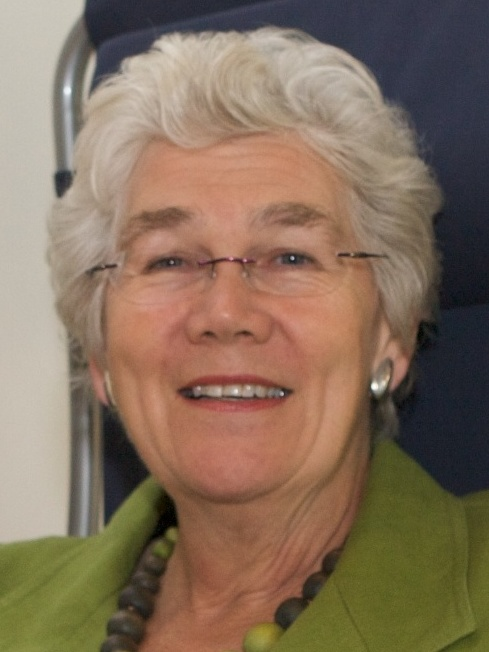
Lady Maddock, 2009

Diana Margaret Maddock, Baroness Maddock (geborene Derbyshire, * 31. Januar 1947; † 26. Juni 2020) war eine britische liberaldemokratische Politikerin.
Sie studierte an der University of Portsmouth und war Fraktionsführerin der Liberaldemokraten im Stadtrat von Southampton. Bei der Nachwahl 1993 in Christchurch, verursacht durch den Tod des Parlamentariers Robert Adley, wurde sie in das Unterhaus gewählt, verlor ihren Sitz bei der Parlamentswahl 1997 an den konservativen Kandidaten Christopher Chope. Am 30. Oktober 1997 wurde sie als Baroness Maddock, of Christchurch in the County of Dorset, zur Life Peeress erhoben, wodurch sie Mitglied des House of Lords wurde.
Sie wurde 2005 in den Stadtrat von Berwick-upon-Tweed gewählt. 2008 trat sie nicht mehr zur Wahl an und schied aus dem Rat aus.
In den Jahren 1998 bis 2000 war sie Präsidentin der Liberaldemokraten.
Aus ihrer 1966 geschlossenen ersten Ehe mit Robert Frank Maddock hatte sie zwei Töchter. Seit 2001 war sie in zweiter Ehe mit Alan Beith verheiratet, der 2015 als Baron Beith ebenfalls zum Life Peer erhoben wurde – sie hatte seitdem auch den Höflichkeitstitel Baroness Beith inne. Sie und ihr Gatte gehörten zu den wenigen britischen Paaren, die beide einen Adelstitel aus eigenem Recht tragen.